# 物自体
物自体(ものじたい、独: Ding an sich、英: thing-in-itself)は、ドイツの哲学者、カントの哲学の中心概念。なお、多くの場合、ギリシア語の「ヌース」（nous, 精神）に由来する「ヌーメノン」（noumenon, 考えられたもの）という語も、これと同義語として用いられる。

## 概要
大陸の合理論とイギリスの経験論の哲学を綜合したといわれるカントが、その著書『純粋理性批判』の中で、経験そのものを吟味した際、経験の背後にあり、経験を成立させるために必要な条件として要請したものが、物自体である。
「感覚によって経験されたもの以外は、何も知ることはできない」というヒュームの主張を受けて、カントは「経験を生み出す何か」「物自体」は前提されなければならないが、そうした「物自体」は経験することができない、と考えた。物自体は認識できず、存在するにあたって、我々の主観に依存しない。因果律に従うこともない。
カントに拠れば、物自体の世界が存在するといういかなる証拠もない。「物自体」のような知的な秩序があるかどうかわからないが、その後の経験によって正当化されるであろう。

## 歴史的経緯
「物自体」という概念は、古代ギリシャのエレア派・プラトン・アリストテレス等によって形成された「イデア・形相」ないしは「ウーシア」概念、また、それを継承した中世のスコラ学における「神」に似た概念、すなわち、「理性でのみ接触し得る本質」という西洋思想の伝統的発想の延長線上にあり、それをカントの批判哲学・超越論哲学（先験哲学）の枠内で表現した概念である。
（他地域でこれに類似したものとしては、インドにおける説一切有部等の部派仏教における「ダルマ」（法）概念がある）
大陸合理論においては、こうした超越的概念に対する思索が、相変わらず素朴に行われたまま、独断論の温床となった。
他方、イギリス経験論では、ヒュームに至り、それは懐疑の対象となっていた。
こうした状況に収拾を付けつつ、また同時に、この伝統的な超越的概念も擁護し、「形而上学」を適正に復興すべく、「理性自体の吟味」を通じて、「人間は超越的概念（物自体）に対して、どこまで理性的に思惟・接近し得るのか」を境界策定（メタ規定）し、示そうとしたのが、カントの批判哲学・超越論哲学（先験哲学）である。

## 内容

### 自由
超越論的自由とは「物自体」として要請されたものである。というのも、「行為」の結果は知ることができるが、その行為を起こした「自由意志」は現象界に属するものではない。しかし、因果律によって存在が証明できない、この「自由意志」が要請されることによって、その行為に対する道徳的責任を問うことができる。ゆえに「自由」の存在は正当化されるのである。

## 影響
カント以後のドイツ哲学者では、ヘーゲルやフィヒテにみられるように、「物自体」という概念を斥け自我や主観のみが実在するという独我論に近い立場をとる。ただ、ショーペンハウアーは「物自体」を「意志」と同一視し、その道徳観の基礎としている。意志の優越を説く教説がニーチェやベルクソン、ウィリアム・ジェームズ、デューイらに主張されていることを合わせ考えると、経験によって与えられず認識されもしない「物自体」の世界が自由意志の根拠として20世紀の哲学者に残されたともいえる。